# 함종국
함종국(咸鍾國, 1958년 8월 10일 ~ )은 대한민국 강원도의회 의원이다.

## 학력
- 안흥초등학교 졸업
- 원주중학교 졸업
- 춘천농업고등학교 졸업
- 상지대학교 축산학 졸업

## 경력
- 상지대학교 총학생회장
- 1995년 7월 1일 ~ 1998년 6월 30일: 제2대 강원도 횡성군의회 의원
- 1998년 7월 1일 ~ 2002년 6월 30일: 제3대 강원도 횡성군의회 의원
  - 2000.07 ~ 2002.06: 제3대 강원도 횡성군의회 후반기 의장
- 안흥찐빵 축제위원장
- 안흥면 번영회장
- 2002년 7월 1일 ~ 2006년 6월 30일: 제4대 강원도 횡성군의회 의원
- 2010년 7월 1일 ~ 2014년 6월 30일: 제8대 강원도의회 의원
  - 제8대 강원도의회 예산결산특별위원회 위원장
  - 제8대 강원도의회 한중교류협회 부회장
- 2014년 7월 1일 ~ 2018년 6월 30일: 제9대 강원도의회 의원
  - 제9대 강원도의회 기획행정위원회 위원장
  - 제9대 강원도의회 자유한국당 원내대표
- 2018년 7월 1일 ~ 2022년 6월 30일: 제10대 강원도의회 의원
  - 2018.07 ~ 2020.07 : 제10대 강원도의회 전반기 부의장
  - 제10대 강원도의회 교육위원회 위원
  - 제10대 제3기 강원도의회 예산결산특별위원회 위원
  - 제10대 후반기 강원도의회 농림수산위원회 위원

## 역대 선거 결과
|  | 48.81% |

|  | 0% |

|  | 60.25% |

|  | 56.68% |

|  | 68.41% |

|  | 56.43% |